# Мазан (Воклюз)
Маза́н (фр. Mazan) — коммуна во французском департаменте Воклюз региона Прованс — Альпы — Лазурный Берег. Относится к кантону Карпантра-Сюд.						

## Географическое положение

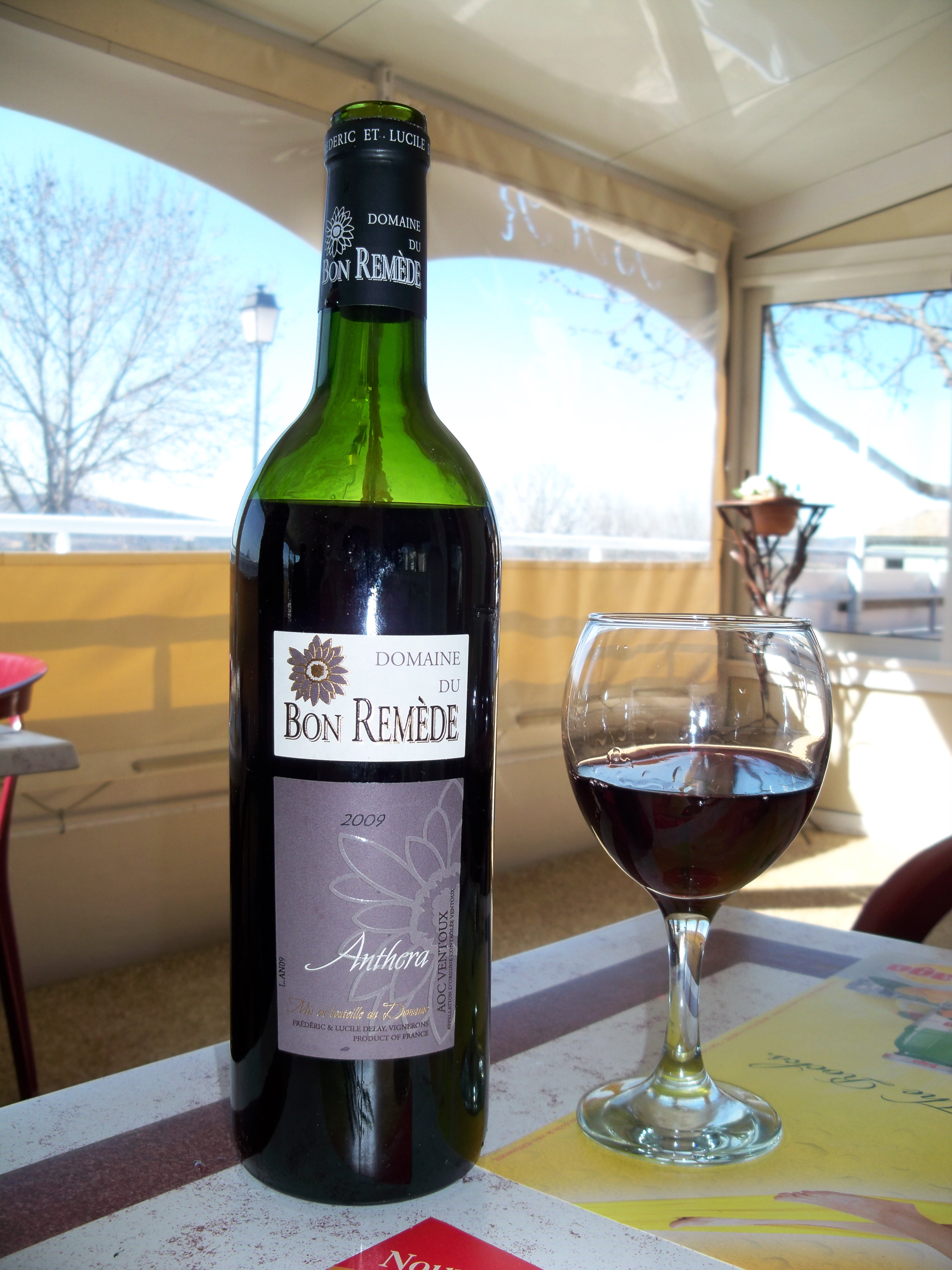
Местное вино Ванту AOC.

Мазан расположен в 28 км к юго-востоку от Авиньона и в 5 км к востоку от Карпантра. Соседние коммуны: Мормуарон на северо-востоке, Бловак и Мальмор-дю-Конта на юго-востоке, Карпантра на западе.

### Гидрография
Основная река, протекающая через Мазан — Озон, который питал несколько маслобойных и мукомольных мельниц. Здесь находится несколько источников и временных водных потоков.

## Демография
Население коммуны на 2010 год составляло 5792 человека.
| 1962 | 1968 | 1975 | 1982 | 1990 | 1999 | 2010 |
| ---- | ---- | ---- | ---- | ---- | ---- | ---- |
| 2021 | 2320 | 2896 | 3729 | 4459 | 4950 | 5792 |